# Luis Martínez (Fußballspieler, 1990)
Luis Martínez, vollständiger Name Luis Eduardo Martínez Sosa, (* 14. Mai 1990) ist ein uruguayischer Fußballspieler.

## Karriere

### Verein
Der 1,85 Meter große Offensivakteur Martínez gehörte zu Beginn seiner Karriere bereits mindestens 2007 der Jugendmannschaft und ab der Saison 2009/10 bis Februar 2013 dem Erstligakader des Danubio FC an. Insgesamt bestritt er in diesem Zeitraum 14 Spiele in der Primera División und erzielte einen Treffer (Saison 2009/10: 3 Spiele/kein Tor; 2010/11: 1/0; 2011/12: 5/0; 2012/13: 5/1). Ende Februar 2013 wechselte er auf Leihbasis zum Zweitligisten Rampla Juniors und kam bei dem in Montevideo ansässigen Klub in der Saison 2013/14 sechsmal (kein Tor) in der Segunda División zum Einsatz. 2014 wird eine Station bei Central Español geführt. Seit September 2014 ist der peruanische Verein José Gálvez sein Arbeitgeber. Dort lief er bis zu seinem letzten Einsatz am 30. November 2014 siebenmal (ein Tor) in der Segunda División auf. Für das Jahr 2015 und darüber hinaus ist bislang (Stand: 26. Juli 2017) keine Kaderzugehörigkeit für ihn verzeichnet.

### Nationalmannschaft
Martínez war Mitglied der von Ángel Castelnoble trainierten uruguayischen U-15-Auswahl, die bei der U-15-Südamerikameisterschaft 2005 in Bolivien teilnahm. Er gehörte der uruguayischen U-17-Nationalmannschaft an und war Teil des Kaders bei der U-17-Südamerikameisterschaft 2007 in Ecuador.